# 曾克偉
曾克偉（14世紀—14世紀），江西吉安府泰和縣秀溪人，明朝政治人物。

## 生平
洪武二十年（1387年），曾克偉中式丁卯科江西鄉試舉人，次年（1388年）聯捷進士，授刑部主事，改任監察御史巡按湖廣、福建、山東、浙江、遼東等地，有肅政民安之名，陞山東按察司僉事分巡遼東，後因事遭謫戍，獲薦起用為刑部員外郎，父母去世時奪情起復任職龍州同知，年多後引用舊例回朝，但未起行就已經去世。

## 引用
1. 1 2  光緒《泰和縣志·卷十六·列傳》：姚與成，與曾克偉同居秀溪……十九年與克偉同鄉舉，明年又同登第……克偉任御史按湖廣、福建、山東、浙江、遼東等處，風聲焯焯，以事謫戍，用薦後起為刑部員外郎，丁憂奪情起復授龍州同知，歲餘援例歸朝，未行卒。
2. ↑  光緒《泰和縣志·卷十二·選舉》：洪武二十年 丁卯 鄉試……曾克偉 秀溪人，進士，見萬厯志……洪武二十一年 戊辰 任泰亨榜 曾克偉 龍州同知，有傳
3. ↑  四庫全書《江西通志·卷七十七·人物十二》：曾克偉，泰和人，由進士任嘗同御史按治福建，政肅民安，特被奬賚，進山東僉事分巡遼東。 林志